# Marc Cassot
Marc Cassot est un acteur, directeur artistique et metteur en scène français, né le 16 juin 1923 à Paris, où il est mort le 21 janvier 2016.
En plus de soixante-dix ans de carrière, il a participé à de nombreuses pièces de théâtre, films et séries télévisées.
Spécialisé dans le doublage à partir de 1946, il est la voix française régulière de Paul Newman, Philip Baker Hall, Richard Harris, Michael Gambon, ou encore Ian Holm. Au sein de l'animation, il est notamment la voix de Preston B. Whitmore dans Atlantide, l'empire perdu, Numéro 2 dans Numéro 9, Shiro Nishi dans l’anime Si tu tends l'oreille, ou encore, celle de Iroh dans Avatar, le dernier maître de l'air.
Il est également connu pour être la voix du narrateur dans le jeu français maintes fois récompensé Soldats inconnus : Mémoires de la Grande Guerre et pour sa participation au téléfilm français La Classe américaine de Michel Hazanavicius, dans lequel il « double » plusieurs personnages.

## Biographie

### Origines et formation
Marc Lucien Émile Cassot naît le 16 juin 1923 à Paris 13e,. Après un CAP d'électromécanicien, il enchaîne de nombreux métiers. Engagé dans l'opérette Ça va, papa en 1941 au théâtre des Nouveautés en tant que figurant chanteur, il finit par remplacer un des comédiens malade et décide alors de suivre les cours d'Henri Rollan. Il entre par la suite à l'Institut des hautes études cinématographiques (IDHEC),.

### Carrière
Marc Cassot commence alors une carrière au théâtre tout en ayant quelques petits rôles au cinéma. Il interprète ainsi près de mille quatre cents fois Des souris et des hommes d'après John Steinbeck à partir de 1946. Ses premières interprétations au théâtre attirent l'attention d'un responsable de la MGM qui lui propose de doubler l'acteur John Garfield dans Le facteur sonne toujours deux fois de Tay Garnett, film sorti en 1946.
Sa carrière au théâtre se poursuit jusque dans les années 2000 où il interprète le pape Jean-Paul II dans une pièce d'Alain Decaux, mise en scène par Robert Hossein au Palais des Sports.
À partir des années 1950, Marc Cassot mène une intense activité de doublage, prêtant notamment sa voix à Tyrone Power, Paul Newman, Richard Harris, William Holden, Christopher Lee (dans la série des Fu Manchu), Stephen Boyd (Messala dans Ben-Hur), ainsi que plus récemment aux personnages d'Albus Dumbledore (Richard Harris puis Michael Gambon) dans la série des Harry Potter et de Bilbon Sacquet âgé (Ian Holm) dans Le Seigneur des anneaux et Le Hobbit. Sa voix reste d'ailleurs fortement associée au personnage de Dumbledore. Il participe également au « doublage » du film parodique La Classe américaine (1993) de Michel Hazanavicius.
Il est l'un des doyens des comédiens de doublage, ayant travaillé jusqu'à ses 92 ans, juste devant Lita Recio (91 ans).[réf. nécessaire]
Il fut également Président de la Mutuelle Nationale des Artistes Dramatiques et Lyriques de 1979 à 1995.

### Hommage
Le 26 avril 2014, son nom est donné à une salle à Autignac, petit village de l'Hérault où naquit son père en 1898 et où reposent sa mère et sa sœur.

### Vie privée
Marc Cassot épouse en 1947 Janine Jimenez dite Pépita Jiménez (1924-2013), qui joue avec lui dans Les Copains du dimanche (1956) et double, la même année, l'actrice Lita Baron (es) dans Crépuscule sanglant. Ils sont les parents d'une fille, prénommée Manuela.

### Mort
Marc Cassot meurt le 21 janvier 2016 à Paris 8e, à l'âge de 92 ans,,. Ses obsèques ont lieu dans l'intimité en l'église Saint-Roch de Paris le 28 janvier avant son incinération.

## Théâtre
- 1945 : Un homme comme les autres d'Armand Salacrou, mise en scène Jean Wall, théâtre Saint-Georges
- 1946 : Des souris et des hommes de John Steinbeck, mise en scène Paul Œttly, théâtre Hébertot puis théâtre Édouard-VII
- 1946 : Maria d'André Obey, Comédie des Champs-Élysées
- 1947 : Un homme comme les autres d'Armand Salacrou, mise en scène Jean Wall, théâtre Saint-Georges
- 1948 : Thermidor de Claude Vermorel, mise en scène de l'auteur, théâtre Pigalle
- 1955 : Entre chien et loup de Gabriel Arout d'après Légitime défense de Primo Levi, théâtre en Rond
- 1956 : Requiem pour une nonne de William Faulkner, mise en scène Albert Camus, théâtre des Mathurins
- 1959 : Soleil de minuit de Claude Spaak, mise en scène Daniel Leveugle, théâtre du Vieux-Colombier
- 1961 : William Conrad de Pierre Boulle, mise en scène André Charpak, théâtre Récamier
- 1962 : Des souris et des hommes de John Steinbeck, mise en scène Marc Cassot, Comédie des Champs-Élysées
- 1962 : La Contessa ou la Volupté d'être de Maurice Druon, mise en scène Jean Le Poulain, théâtre de Paris
- 1966 : Les Justes d'Albert Camus, mise en scène Pierre Franck, théâtre de l'Œuvre
- 1967 : L'Amour au théâtre : À la nuit la nuit de François Billetdoux, mise en scène Jacques-Henri Duval, théâtre Saint-Georges, théâtre des Célestins
- 1969 : Le Garrot de Josef Sandor, mise en scène Marc Cassot, théâtre Gramont
- 1974 : Pour qui sonne le glas, d'après Ernest Hemingway, mise en scène Robert Hossein, théâtre populaire de Reims
- 1975 : Napoléon III à la barre de l'histoire d'André Castelot, mise en scène Jean-Laurent Cochet, théâtre du Palais-Royal
- 1975 : Le Portrait de Dorian Gray d'Oscar Wilde, mise en scène Pierre Boutron, théâtre des Célestins
- 1976 : Le Séquoïa de George Furth, mise en scène Jacques Mauclair, théâtre de l'Athénée
- 1980 : Reviens dormir à l’Élysée de Jean-Paul Rouland et Claude Olivier, mise en scène Michel Roux, Comédie-Caumartin
- 1988 : Une grande famille de Jean-Claude Massoulier, mise en scène Marc Cassot, théâtre Daunou
- 1990 : Chatterton d'Alfred de Vigny, mise en scène Jacques Destoop, théâtre Mouffetard
- 1990 : Reviens dormir à l'Élysée de Jean-Paul Rouland et Claude Olivier, Comédie-Caumartin
- 1995 : Journal d'un curé de campagne d'après Georges Bernanos, mise en scène Jean-Pierre Nortel, théâtre de Poche-Montparnasse
- 1999 : Ouragan sur le Caine de Herman Wouk, mise en scène Robert Hossein, théâtre des Champs-Élysées
- 2007 : Jean-Paul II : N'ayez pas peur ! d'Alain Decaux, mise en scène Robert Hossein, palais des sports de Paris : Jean-Paul II[11]

## Filmographie partielle

### Cinéma
- 1945 : La Route du bagne de Léon Mathot
- 1946 : Nuits d'alerte de Léon Mathot
- 1947 : Les Amants du pont Saint-Jean d'Henri Decoin : Gustave Boiron dit Pilou / un ouvrier / le fils d'Alcide
- 1949 : Un certain monsieur d'Yves Ciampi : l'inspecteur César alias André Paris
- 1949 : Les Dieux du dimanche de René Lucot : Martin Lambert
- 1951 : La Plus Belle Fille du monde de Christian Stengel : Robert
- 1954 : La Patrouille des sables de René Chanas : le capitaine Faviet
- 1954 : Tres hombres van a morir de Feliciano Catalán - version espagnole du précédent
- 1954 : L'Amour d'une femme de Jean Grémillon : Marcel
- 1954 : Le Grand Pavois de Jack Pinoteau : Pierre Hardouin
- 1954 : Escalier de service de Carlo Rim : Benvenuto Grimaldi
- 1954 : Scuola elementare d'Alberto Lattuada : le professeur
- 1956 : Le Théâtre national populaire de Georges Franju (court métrage documentaire) : le récitant
- 1956 : Alerte au Deuxième Bureau de Jean Stelli : l'inspecteur Lombard
- 1956 : Si tous les gars du monde de Christian-Jaque : Marcel
- 1957 : Les Louves de Luis Saslavsky : Bernard Pradel
- 1958 : Les Copains du dimanche d'Henri Aisner : Casti
- 1959 : Pourquoi viens-tu si tard ? d'Henri Decoin : le docteur
- 1960 : Normandie-Niémen de Jean Dréville : Marcellin
- 1961 : Le Jeu de la vérité de Robert Hossein : Étienne Bribant
- 1961 : La Mort de Belle d'Édouard Molinaro : le commissaire
- 1967 : Le Crime de David Levinstein d'André Charpak : l'inspecteur Lannes
- 1967 : L'Une et l'Autre de René Allio : Julien
- 1967 : Le Guerillero et celui qui n'y croyait pas d'Antoine d'Ormesson : le capitaine Paul
- 1970 : Vertige pour un tueur de Jean-Pierre Desagnat : Philippe
- 1971 : Un beau monstre de Sergio Gobbi : Vincent
- 1974 : Un capitaine de quinze ans de Jesús Franco : le capitaine Hull
- 1975 : Quand la ville s'éveille de Pierre Grasset : Grumbach
- 1983 : En cas de guerre mondiale, je file à l'étranger de Jacques Ardouin
- 1987 : La Brute de Claude Guillemot : le commandant Chardot
- 1989 : Natalia de Bernard Cohn : le professeur
- 2007 : Big City de Djamel Bensalah : le narrateur (voix - non crédité)[12]

### Télévision

#### Téléfilms
- 1960 : Montserrat de Stellio Lorenzi : Montserrat
- 1961 : La Reine Margot de René Lucot : La Môle
- 1962 : Denis Asclepiade de Pol Gaillard : Julius
- 1963 : La caméra explore le temps : La Vérité sur l'affaire du courrier de Lyon de Stellio Lorenzi : Lesurques
- 1964 : Le Chemin de Damas d'Yves-André Hubert : Barnabas
- 1965 : La caméra explore le temps : L'Affaire Ledru de Stellio Lorenzi : Ledru
- 1966 : Marie Tudor d'Abel Gance : Gilbert
- 1967 : Lucide Lucile de Jean-Paul Sassy : Menesson
- 1972 : De sang-froid d'Abder Isker : Daniel Moulin
- 1973 : Le Ressac de Jean-Paul Sassy : Pascal
- 1973 : Les Nuits de la colère de Jean-Paul Carrère : Jean
- 1973 : William Conrad d'André Charpak
- 1976 : Destinée de Monsieur de Rochambeau de Daniel Le Comte : Rochambeau
- 1978 : Meurtre sur la personne de la mer de Michel Subiela : le prince Bartoldi
- 1980 : Les Blancs Pâturages de Michel Subiela : le pasteur Lagrange
- 1993 : La Classe américaine de Michel Hazanavicius : José / Yves / Orson Welles / Jacques / Ernest / le patron du journal

#### Au théâtre ce soir
- 1972 : Ferraille à vendre de Garson Kanin, mise en scène Pierre Mondy, réalisation Pierre Sabbagh, théâtre Marigny : Ed Devery
- 1973 : Marie-Octobre de Jacques Robert, Julien Duvivier, Henri Jeanson, mise en scène André Villiers, réalisation Georges Folgoas, théâtre Marigny : Roudler
- 1977 : Le Séquoïa de George Furth, mise en scène Jacques Mauclair, réalisation Pierre Sabbagh, théâtre Marigny : Marc
- 1980 : L'Homme au parapluie de William Dinner et William Morum, mise en scène Jacques Ardouin, réalisation Pierre Sabbagh, théâtre Marigny : Gregory Black

#### Séries télévisées
- 1960 : La caméra explore le temps : La Nuit de Varennes de Stellio Lorenzi : Drouet
- 1961 : Poly de Cécile Aubry : Bruno
- 1968 : Valérie et l'Aventure de Robert Mazoyer : Morvan
- 1972 : Poly en Espagne de Cécile Aubry : Bruno Price
- 1972 : Le Manège de Port-Barcarès de Pierre Cosson : Vincent
- 1974 : Le Tribunal de l'impossible : Agathe ou l'Avenir rêvé d'Yves-André Hubert : Charles
- 1975 : La Chasse aux hommes de Lazare Iglésis : Albert Melhen
- 1978 : Le Temps des as de Claude Boissol : le commandant Lépine
- 1979 : Il était un musicien : Monsieur Ravel de Giovanni Fago : Maurice Ravel
- 1979 : Pour tout l'or du Transvaal de Claude Boissol : Georges de Villebois-Mareuil
- 1980 : Les Chevaux du soleil de François Villiers : le général Griès
- 1980 : L'Aéropostale, courrier du ciel de Gilles Grangier : le capitaine Roussel
- 1985 : L'Histoire en marche : Le Serment de Roger Kahane : de Sernhac
- 1987 : Marie Pervenche, épisode Le vernis craque de Claude Boissol : Elliot

## Doublage
Note : Les dates indiquées en italique correspondent aux sorties initiales des films dont Marc Cassot a participé aux redoublages et / ou aux doublages tardifs.

### Cinéma

#### Films
- Paul Newman dans :
  - Femmes coupables (1957) : le capitaine Jack Harding
  - La Chatte sur un toit brûlant (1958) : Brick Pollitt
  - Doux Oiseau de jeunesse (1962) : Chance Wayne
  - Le Rideau déchiré (1966) : le professeur Michael Armstrong
  - Hombre (1967) : John Russell
  - Évasion sur commande (1968) : Pvt. Harry Frigg
  - Virages (1969) : Frank Capua
  - Butch Cassidy et le Kid (1969) : Butch Cassidy
  - WUSA (1970)[13] : Rheinhardt
  - Le Clan des irréductibles (1970) : Hank Stamper
  - Juge et Hors-la-loi (1972) : le juge Roy Bean
  - Buffalo Bill et les Indiens (1976) : William F. Cody alias Buffalo Bill
  - La Castagne (1977) : Reggie Dunlop
  - Quintet (1979) : Essex
  - Le Policeman (1981) : Murphy
  - Le Verdict (1982) : Frank Galvin
  - Blaze (1989) : le gouverneur Earl K. Long
  - Les Maîtres de l'ombre (1989) : Leslie Richard Groves
  - Le Grand Saut (1994) : Sidney J. Mussburger
  - L'Heure magique (1998) : Harry Ross
  - Une bouteille à la mer (1999) : Dodge Blake
  - En toute complicité (2000) : Henry Manning
  - Les Sentiers de la perdition (2002) : John Rooney
- Philip Baker Hall dans :
  - Rush Hour (1998) : le capitaine William Diel
  - Révélations (1999) : Don Hewitt
  - Magnolia (1999) : Jimmy Gator
  - Les Âmes perdues (2000) : le père James
  - You Kill Me (2007) : Roman Krzeminski
  - Rush Hour 3 (2007) : le capitaine William Diel
  - 50/50 (2011) : Alan
  - Bad Words (2013) : Dr Bill Bowman
- Michael Gambon dans :
  - Harry Potter et le Prisonnier d'Azkaban (2004) : Albus Dumbledore
  - La Vie aquatique (2004) : Oseary Drakoulias
  - Harry Potter et la Coupe de feu (2005) : Albus Dumbledore
  - La Malédiction (2006) : le professeur Carl Bugenhagen
  - Harry Potter et l'Ordre du Phénix (2007) : Albus Dumbledore
  - Harry Potter et le Prince de sang-mêlé (2009) : Albus Dumbledore
  - Harry Potter et les Reliques de la Mort, partie 2 (2011) : Albus Dumbledore
  - Quartet (2012) : Cedric Livingstone
- Richard Harris dans :
  - Les Révoltés du Bounty (1962) : John Mills
  - Le Désert rouge (1964) : Corrado Zeller
  - Major Dundee (1965) : le capitaine Benjamin Tyreen
  - Les Héros de Télémark (1965) : Knut Straud
  - Gladiator (2000) : Marc Aurèle
  - Harry Potter à l'école des sorciers (2001) : Albus Dumbledore
  - Harry Potter et la Chambre des secrets (2002) : Albus Dumbledore
- Richard Widmark dans :
  - Coup de fouet en retour (1956) : Jim Slater
  - La Dernière Caravane (1956) : Todd
  - Une fille pour le diable  (1976) : John Verney
  - Le Toboggan de la mort (1977) : Agent Hoyt
  - Blackout (1985) : Joe Steiner
  - Colère en Louisiane (1987) : shérif Mapes
- Christopher Lee dans :
  - Le Crâne maléfique (1965) : Sir Matthew Philipps
  - Le Masque de Fu Manchu (1966) : Dr Fu-Manchu / Lee Tao
  - Les Treize Fiancées de Fu Manchu (1966) : Dr Fu-Manchu
  - La Vengeance de Fu Manchu (1967) : Dr Fu-Manchu
  - Le Sang de Fu Manchu (1968) : Dr Fu-Manchu
- Hal Holbrook dans :
  - La Nuit des juges (1983) : le juge Benjamin Caulfield
  - Les Maîtres du jeu (2004) : Professeur
  - Killshot (2009) : Papa
  - Lincoln (2012) : Francis Preston Blair, Jr.
  - Promised Land (2012) : Frank Yates
- Ian Holm dans :
  - Le Seigneur des anneaux : La Communauté de l'anneau (2001) : Bilbon Sacquet
  - Le Seigneur des anneaux : Le Retour du roi (2003) : Bilbon Sacquet
  - Le Jour d'après (2004) : Terry Rapson
  - Le Hobbit : Un voyage inattendu (2012) : Bilbon Sacquet, âgé
  - Le Hobbit : La Bataille des Cinq Armées (2014) : Bilbon Sacquet, âgé
- William Holden dans :
  - Picnic (1955) : Hal Carter
  - Le Pont de la rivière Kwaï (1957) : le capitaine Shears
  - La Clef (1958) : David Ross
  - Casino Royale (1967) : Ransome
- Don Murray dans :
  - Arrêt d'autobus (1956) : Beauregard « Bo » Decker
  - La Fureur des hommes (1958) : Tod Lohman
  - Duel dans la boue (1959) : Albert Gallatin « Lat » Evans
  - Les Hors-la-loi (1960) : Dan Keats
- Steve McQueen dans :
  - La Proie des vautours (1959) : Bill Ringa
  - L'Homme qui aimait la guerre (1962) : Buzz Rickson
  - Le Sillage de la violence (1965) : Henry Thomas
  - Le Kid de Cincinnati (1965) : Eric Stoner dit « le Kid »
- Richard Crenna dans :
  - Les Naufragés de l'espace (1969) : Jim Pruett
  - Femmes de médecins (1971) : Dr Peter Brennan
  - La Fièvre au corps (1981) : Edmund Walker
  - Le Fils de Rambow (2008) : le colonel Samuel Trautman[14] (à la télévision - images d'archives non crédité)
- Max von Sydow dans :
  - L'Exorciste (1973)[15] : le père Lankester Merrin
  - La neige tombait sur les cèdres (1999) : Nels Gudmunson
  - Le Sang des innocents (2001) : Ulisse Moretti
  - Minority Report (2002) : Lamar Burgess
- Burt Reynolds dans :
  - Boogie Nights (1997) : Jack Horner
  - Driven (2001) : Carl Henry
  - Shérif, fais-moi peur (2005) : Boss Hogg
  - Mi-temps au mitard (2005) : Nate Scarborough
- James Stewart dans :
  - Un homme change son destin (1949) : Monty Stratton
  - Malaya (1949) : John Royer
  - L'Appât (1953) : Howard Kemp
- Richard Todd dans :
  - Le Seigneur de l'aventure (1955) : Sir Walter Raleigh
  - Les Briseurs de barrages (1955) : le lieutenant-colonel Guy P. Gibson
  - La Patrouille égarée (1961) : le sergent « Mitch » Mitchem
- Tyrone Power dans :
  - Ce n'est qu'un au revoir (1955) : Marty Maher
  - Tu seras un homme, mon fils (1956) : Eddy Duchin
  - Pour que les autres vivent (1957) : Alec Holmes
- Earl Holliman dans :
  - La Peur au ventre (1955) : Red
  - Collines brûlantes (1956) : Mort Bayliss
  - La Guerre des cerveaux (1967) : Talbot « Scotty » Scott
- John Cassavetes dans :
  - Libre comme le vent (1958) : Tony Sinclair
  - Rome comme Chicago (1968) : Mario Corda
  - Un tueur dans la foule (1976) : le sergent Chris Button
- Sergio Fantoni dans :
  - Le Monstre au masque (1960) : Pierre Mornet
  - Esther et le Roi (1960) : Haman
  - L'Assaut des jeunes loups (1970) : Von Hech
- George Peppard dans :
  - Celui par qui le scandale arrive (1960) : Rafe
  - La Conquête de l'Ouest (1962) : Sam Rawlings
  - Les Canons de Cordoba (1970) : le capitaine Rod Douglas
- John Richardson dans :
  - Le Masque du démon (1961) : le Dr Andre Gorobec
  - La Déesse des sables (1968) : Killikrates
  - Melinda (1970) : Robert Tentrees
- Pierre Brice dans :
  - Parmi les vautours (1964) : Winnetou
  - L'Appât de l'or noir (1965) : Winnetou
  - Le Trésor des montagnes bleues (1965) : Winnetou
- Ian Bannen dans :
  - La Colline des hommes perdus (1965) : le sergent Charlie Harris
  - Les Plaisirs de Pénélope (1966) : James B. Elcott
  - L'Arme à l'œil (1981) : Godliman
- Robert Redford dans :
  - Propriété interdite (1966) : Owen Legate
  - Pieds nus dans le parc (1967) : Paul Bratter
  - La Descente infernale (1969) : David Chappellet
- Arthur Hill dans :
  - Tueur d'élite (1975) : Cap Collis
  - Les Rescapés du futur (1976) : le docteur Duffy
  - Le Champion (1979) : Mike Phillips
- Cliff Robertson dans : 
  - Spider-Man (2002) : Ben Parker
  - Spider-Man 2 (2004) : Ben Parker
  - Spider-Man 3 (2007) : Ben Parker
- Leonard Nimoy dans :
  - Star Trek (2009) : Spock
  - Transformers 3 : La Face cachée de la Lune (2011) : Sentinel Prime (voix)
  - Star Trek Into Darkness (2013) : Spock
- John Garfield dans :
  - Le facteur sonne toujours deux fois (1946) : Frank Chambers[16]
  - L'Enfer de la corruption (1948)[17] : Joe Morse
- Richard Hart dans :
  - Le Pays du dauphin vert (1947) : William Ozanne
  - La Femme de l'autre (1947) : Jean Renaud
- Alex Nicol dans : 
  - Tomahawk (1951) : le lieutenant Rob Dancy
  - Les Conducteurs du diable (1952) : le sergent « Red » Kallek
- Jack Elam dans :
  - Le Quatrième Homme (1952) : Pete Harris
  - Vera Cruz (1954) : Tex
- Rory Calhoun dans :
  - Une balle vous attend (1954) : Ed Stone
  - Le Trésor de Pancho Villa (1955) : Tom Bryan
- E. G. Marshall dans :
  - Du plomb pour l'inspecteur (1954) : le lieutenant Carl Eckstrom
  - La Neige en deuil (1956) : Solange
- Rayford Barnes dans :
  - Un jeu risqué (1955) : Hal Clements
  - Fort Massacre (1958) : le soldat Moss
- Robert Stack dans :
  - La Ronde de l'aube (1956) : Roger Schumann
  - Panique à bord (1959) : Cliff Henderson
- Pat Boone dans :
  - Voyage au centre de la Terre (1959) : Alec McEwen
  - Au revoir, Charlie (1964) : Bruce Minton Jr.
- Gordon Scott dans :
  - Maciste contre le fantôme (1962) : Maciste
  - La Terreur des gladiateurs (1964) : Coriolanus
- Mark Forest dans :
  - Maciste et les 100 gladiateurs (1964) : Maciste
  - Hercule contre les Fils du soleil (1964) : Hercule
- Guy Madison dans :
  - Duel à Rio Bravo (1964) : Wyatt Earp / Laramie
  - Le Colt du révérend (1970) : le révérend Miller
- James Caan dans :
  - Le Diable à trois (1967) : Paul Montgomery
  - La Brigade des cow-boys (1968) : Buck Burnett
- Robert Duvall dans :
  - THX 1138 (1971) : THX 1138 (1er doublage)
  - Tout... sauf en famille (2008) : Howard McVie
- James Coburn dans :
  - Crime à distance (1974) : Robert Elliott
  - L'Homme d'Elysian Fields (2001) : Alcott
- Kirk Douglas dans :
  - Furie (1978) : Peter Sandza
  - L'Homme de la rivière d'argent (1982) : Harrison / Spur
- Kevin McCarthy dans :
  - Piranhas (1978) : le Dr Robert Hoak
  - L'Aventure intérieure (1987) : Victor Scrinshaw
- Gene Hackman dans :
  - Under Fire (1981) : Alex Grazier
  - Soleil d'automne (1985) : Harry MacKenzie
- John P. Ryan dans :
  - Cotton Club (1984) : Joe Flynn
  - Beauté fatale (1987) : le lieutenant Kellerman
- Ronny Cox dans :
  - RoboCop (1987) : Richard Jones
  - Un vent de folie (1999) : Hadley
- Peter Haskell dans :
  - Chucky, la poupée de sang (1990) : M. Sullivan
  - Chucky 3 (1991) : M. Sullivan

- 1935[18] : Les 39 Marches : John (John Laurie)
- 1939[19] : Monsieur Smith au Sénat : le sénateur Joseph Harrison Paine (Claude Rains)
- 1941 : Le Trésor de Tarzan : Vandermeer (Philip Dorn)
- 1942[20] : Les Aventures de Tarzan à New York : Gould Beaton (Charles Lane)
- 1947 : Meurtre en musique : Al Amboy (William Bishop)
- 1948 : La Cité de la peur : le lieutenant John Haven (Dick Powell)
- 1948 : Pénitencier du Colorado : Morgan (Robert Bice)
- 1949 : Entrée illégale : Lee Sloan (Gar Moore)
- 1949[21] : Les Désemparés : Tom Harper (Henry O'Neill)
- 1950 : Dallas, ville frontière : Bryant Marlow (Steve Cochran)
- 1950 : Winchester '73 : Steve Miller (Charles Drake) (1er doublage)
- 1950 : Le Démon des armes : Bart Tare (John Dall)
- 1951 : Quand les tambours s'arrêteront : le maire Joe Madden (Willard Parker)
- 1951 : La Vallée de la vengeance : Dick Fasken (Hugh O'Brian)
- 1951 : Show Boat : Steven Baker (Robert Sterling)
- 1951[22] : Zorro le diable noir : Lee Hadley / Zorro (Ken Curtis)
- 1951[21] : L'Homme au complet blanc : Michael Corland (Michael Gough)
- 1952 : La Vallée des géants : Ivan (Bill McLean)
- 1953 : Fort Bravo : le caporal Cabot Young (William Campbell)
- 1954 : L'Appel de l'or : Tony (Brian Keith)
- 1954 : La Patrouille infernale : Reynolds (Skip Homeier)
- 1955 : L'Homme au fusil : Jeff Castle (John Lupton)
- 1956 : La Fureur de vivre : Buzz Gunderson (Corey Allen)
- 1956 : L'Infernale Poursuite : James J. Andrews (Fess Parker)
- 1956 : Le Bébé et le Cuirassé : Sails (Clifford Mollison)
- 1956 : L'Énigmatique Monsieur D : Pierre Sandoz (Eugene Deckers)
- 1956 : Tension à Rock City : le shérif Fred Miller (Cameron Mitchell)
- 1956 : Zarak le valeureux : le major Michael Ingram (Michael Wilding)
- 1956 : L'Ultime Razzia : George Peatty (Elisha Cook Jr.)
- 1957 : Elle et lui : Kenneth Bradley (Richard Denning)
- 1957 : Le Miroir au secret : Edward Manning Fitzpatrick (Charles Davis)
- 1957 : Cote 465 : le caporal Zwickley (Vic Morrow)
- 1957 : Police internationale : le policier interrogeant l'intermédiaire (Al Mulock)
- 1958 : Le Pigeon : Peppe (Vittorio Gassman)
- 1958 : La Blonde et le Shérif : Jonathan Tibbs (Kenneth More)
- 1958 : La Dernière Fanfare : Frank Skeffington (Spencer Tracy)
- 1958 : Un Américain bien tranquille : L'inspecteur français Vigot (Claude Dauphin)
- 1958 : Je pleure mon amour : Alan Thompson (Terence Longdon)
- 1958 : Les Diables du désert : Le sergent Nesbitt (Vincent Ball)
- 1958 : Le Salaire de la violence : Ed Hackett (Tab Hunter)
- 1958 : Je veux vivre ! : Henry Louis "Hank" Graham (Wesley Lau)
- 1959 : La Loi : Enrico Tosso (Marcello Mastroianni)
- 1959 : Ben-Hur : Messala (Stephen Boyd)
- 1959 : La police fédérale enquête : George Crandall (Larry Pennell)
- 1959 : Caltiki, le monstre immortel : Max Gunther (Gérard Herter)
- 1960 : Le Géant de Thessalie : Jason (Roland Carey)
- 1960 : Le Sergent noir : le lieutenant Tom Cantrell (Jeffrey Hunter)
- 1960 : Jamais le dimanche : Homer Thrace (Jules Dassin)
- 1960 : Le Secret du Grand Canyon : Les Martin (Cornel Wilde)
- 1960 : Les Combattants de la nuit : Don McGinnis (Dan O'Herlihy)
- 1960 : Le Grand Sam : George Pratt (Stewart Granger)
- 1961 : Les Comancheros : Paul Regret (Stuart Whitman)
- 1961 : La Bataille de Corinthe : le général Metellus (Gordon Mitchell)
- 1961 : Mary la rousse, femme pirate : Peter Goodwin (Jerome Courtland)
- 1961 : Gorgo : Sam Slade (William Sylvester)
- 1961 : Les lauriers sont coupés : Nils Larsen (Gunnar Hellström)
- 1961 : Les Chevaliers du démon : Jason Caldwell / Jason Netherden (Keith Michell)
- 1961 : Le Cercle de feu : le sergent Steve Walsh (David Janssen)
- 1962 : Le Jour le plus long : le major John Howard (Richard Todd)
- 1962 : Jules César, conquérant de la Gaule : Pompée (Carlo Tamberlani)
- 1962 : La Chevauchée des Outlaws : Mike Summers (Don Taylor)
- 1962 : Les Mutinés du Téméraire : Capitaine Crawford (Alec Guinness)
- 1963 : L'Étrange Mort de Miss Gray : l'inspecteur Blackwell (Alan White)
- 1963 : Le Lit conjugal : le père Mariano (Walter Giller)
- 1963 : Patrouilleur 109 : l'enseigne Leonard J. Thom (Ty Hardin)
- 1964 : Foudres sur Babylone : Ammurabi (Stelio Candelli)
- 1964 : Le Mercenaire de minuit : Matt Weaver (George Segal)
- 1964 : Le Spectre maudit : Jenkins (Charles Houston)
- 1964 : Le Plus Grand Cirque du monde : Steve McCabe (John Smith)
- 1964 : La Charge de la huitième brigade : le sous-lieutenant Matthew Hazard (Troy Donahue)
- 1964 : Les Ambitieux : Buzz Dalton (Ralph Taeger)
- 1964 : Ursus l'invincible : le prince Dario (Vassili Karis)
- 1964 : La Reine du Colorado : 'Leadville' Johnny J. Brown (Harve Presnell)
- 1964 : F.B.I. contre l'œillet chinois : Donals Ramsey (Brad Harris)
- 1964 : Agent 077, opération Jamaïque : Paul Radeck (Georges Rollin)
- 1964 : Dernière Mission à Nicosie : Haghios (George Chakiris)
- 1965 : Le Docteur Jivago : Pavel Antipov/ Strelnikov (Tom Courtenay)
- 1965 : Cat Ballou : Clay Boone (Michael Callan)
- 1965 : Représailles en Arizona : Clint (Audie Murphy)
- 1965 : Station 3 : Ultra Secret : Eric Cavanaugh (Richard Bull)
- 1965 : La Déesse de feu : Leo (John Richardson)
- 1966 : Batman : Bruce Wayne/Batman (Adam West)
- 1966 : Un hold-up extraordinaire : Harry Tristan Dean (Michael Caine)
- 1966 : L'Ombre d'un géant : Vince (Frank Sinatra)
- 1966 : La Diligence vers l'Ouest : Dr Josiah Boone (Bing Crosby)
- 1966 : Une rousse qui porte bonheur : Braden (Anthony Eisley)
- 1966 : Grand Prix : Scott Stoddard (Brian Bedford)
- 1966 : Détective privé : Alan Taggart (Robert Wagner)
- 1966 : Fahrenheit 451 : Guy Montag (Oskar Werner)
- 1966 : Le Carnaval des barbouzes : Glenn Cassidy (Lex Barker)
- 1966 : Les Nuits de l'épouvante : Dr Robert Vance (William Berger)
- 1967 : Bonnie and Clyde : Clyde Barrow (Warren Beatty)
- 1967 : La Poursuite des tuniques bleues : le lieutenant Prudessing (Todd Armstrong)
- 1967 : Le Dernier Face à face : Maximilian de Winston (Ángel Del Pozo)
- 1967 : Violence à Jericho : Simms (Steve Sandor)
- 1967 : Custer, l'homme de l'ouest : le lieutenant Howells (Charles Stalnaker)
- 1967 : L'Or des pistoleros : Doc Suinlen (Roy Jenson)
- 1967 : Coup de force à Berlin : Brook / Miguel de Peralda (Luigi Vannucchi)
- 1968 : Angélique et le Sultan : Colin Paturel (Helmuth Schneider)
- 1968 : La Femme en ciment : le lieutenant Dave Santini (Richard Conte)
- 1968[23] : Le Jour le plus long du Japon : Masataka Ida (Etsushi Takahashi)
- 1969 : La Mutinerie : un détenu aux cheveux blonds frisés[Qui ?]
- 1969 : À l'aube du cinquième jour : Schröder (Jan Larsson)
- 1970 : Airport : le capitaine Anson Harris (Barry Nelson)
- 1970 : La Vie privée de Sherlock Holmes : Sherlock Holmes (Robert Stephens)
- 1970 : Patton : le lieutenant-colonel Charles R. Codman (Paul Stevens)
- 1970 : Le Clan des McMasters : Grant (Frank Raiter)
- 1970 : Joe, c'est aussi l'Amérique : Bill Compton (Dennis Patrick)
- 1970 : L'Insurgé : M. Coates (Booth Colman)
- 1971 : Le Corsaire noir : Don Pedro (George Martin)
- 1971 : Marie Stuart, Reine d'Écosse : Robert Dudley (Daniel Massey)
- 1971 : Méfie-toi Ben, Charlie veut ta peau : Hawkins, le policier de Pinkerton (Giacomo Rossi Stuart)
- 1972 : Le Joueur de flûte : Arthur Cecil (Peter Eyre)
- 1972 : Votez McKay : Marvin Lucas (Peter Boyle)
- 1972 : Les Griffes du lion : le capitaine Aylmer Haldane (Edward Woodward) et John Howard (John Woodvine)
- 1972 : Gunn la gâchette : l'inspecteur Cassidy (Mark Tapscott)
- 1973 : Théâtre de sang : Peregrine Devlin (Ian Hendry)
- 1974 : Les Derniers Jours de Mussolini : le cardinal Alfredo Ildefonso Schuster (Henry Fonda)
- 1975 : Les Trois Jours du Condor : Sam Barber (Walter McGinn)
- 1975 : French Connection 2 : le général William Brian (Ed Lauter)
- 1976 : La Bataille de Midway : l'adjoint du capitaine Simard (Tom Selleck)
- 1976 : Nickelodeon : le producteur indépendant (Bertil Unger)
- 1976 : Cadavres exquis : le journaliste Cusan (Luigi Pistilli)
- 1977 : Annie Hall : Mr. Hall (Donald Symington)
- 1977 : La Fièvre du samedi soir : Jay Langhart (Donald Gantry) (1er doublage)
- 1977 : MacArthur, le général rebelle : l'amiral Chester W. Nimitz (Addison Powell)
- 1977 : De la neige sur les tulipes : Riley Knight (Leslie Nielsen)
- 1977 : Bande de flics : Zoony (Vic Tayback)
- 1978 : Le Jeu de la mort : Jim Marshall (Gig Young) (1er doublage)
- 1978 : La Grande Menace : le docteur Johnson (Gordon Jackson) (1er doublage)
- 1978 : Les Oies sauvages : le lieutenant Pieter Coetzee (Hardy Krüger)
- 1978 : Faut trouver le joint : Juan (José Pulido)
- 1980[24] : Les dieux sont tombés sur la tête : le président (Ken Gampu)
- 1980 : Le Golf en folie : le juge Elihu Smails (Ted Knight)
- 1981 : Taps : Kevin Moreland (Wayne Tippit)
- 1981 : Les Aventuriers de l'arche perdue : le Dr René Belloq (Paul Freeman)
- 1981 : Les Faucons de la nuit : le Dr Ghiselin (Charles Duval)
- 1981 : La Vallée de la mort : voix des réclames publicitaires à la radio
- 1982 : Ténèbres : Peter Neal (Anthony Franciosa)
- 1982 : Dark Crystal : le narrateur (Joseph O'Conor)
- 1982 : Capitaine Malabar dit La Bombe : le commentateur (Mario Matioli)
- 1982 : Terreur à l'hôpital central : maître Porter Halstrom (Michael J. Reynolds)
- 1983 : Scarface : Jerry (Dennis Holahan)
- 1983 : Christine : Rudolph Junkins (Harry Dean Stanton)
- 1983 : La Valse des pantins : l'avocat de Langford (Jay Julien)
- 1983 : Gorky Park : le major Pribluda (Rikki Fulton)
- 1984 : Au cœur de l'enfer : le lieutenant-colonel Larimore (Drew Snyder)
- 1985 : Un été pourri : Phil Wilson (Richard Bradford)
- 1985 : Cocoon : Lou Pine (Russ Wheeler)
- 1985 : Série noire pour une nuit blanche : M. Melville (Roger Vadim)
- 1986 : Hannah et ses sœurs : le Dr Abel (Ira Wheeler)
- 1987 : Protection rapprochée : Fitzroy (Stephen Elliott)
- 1987 : Baby Boom : Fritz Curtis (Sam Wanamaker)
- 1987 : La Veuve noire : le mari d'Etta (Wayne Heffley)
- 1987 : Superman 4 : le général Romoff (Stanley Lebor)
- 1988 : La Dernière Cible : le capitaine Donnelly (Michael Currie)
- 1988 : Un cri dans la nuit : Détective Charlewood (Nick Tate)
- 1989 : Tango et Cash : Wyler (Lewis Arquette)
- 1989 : Opération Crépuscule : Thomas Marth (Marco St. John)
- 1990 : L'Amour dans de beaux draps : Charles Turner Jr. (Sam Elliott)
- 1990 : L'Exorciste, la suite : Joseph Kevin Dyer (Ed Flanders)
- 1990 : Présumé Innocent : M. Polhemus (Michael Tolan)
- 1990 : Désigné pour mourir : Duvall (Arlen Dean Snyder)
- 1991 : Le Sous-sol de la peur : le vieux policier (John Hostetter)
- 1992 : Mo Money (Plus de Blé): Lieutenant Raymond Walsh (Joe Santos)
- 1993 :  La loi de la rue : William Crawford (Bill Nunn)
- 1994 : Le Journal : Paul Bladden (Spalding Gray)
- 1994 : Muriel : l'entraîneur Ken Blundell (Chris Haywood)
- 1995 : Alerte ! : le lieutenant Colonel Briggs (Dale Dye)
- 1995 : USS Alabama : l'amiral Anderson (Jason Robards)
- 1995 : L'Amour à tout prix : le père de Lucy (Richard Pickren)
- 1996 : Les Virtuoses : Danny (Pete Postlethwaite)
- 1997 : Emma, l'entremetteuse : M. Woodhouse (Denys Hawthorne)
- 1997 : Renaissance : le Dr Muller (Marco Lorenzini)
- 1998 : Ménage à quatre : Richard Barrett (Ben Vereen)
- 1999 : Passé virtuel : Hannon Fueller / Grierson (Armin Mueller-Stahl)
- 1999 : Beowulf : Hrothgar (Oliver Cotton (en))
- 1999 : Droit au cœur : Marty O'Reilly (Carroll O'Connor)
- 1999 : Jugé coupable : Luther Plunkitt (Bernard Hill)
- 1999 : Tout sur ma mère : le père de Rosa (Fernando Fernán Gómez)
- 2000 : The Score : Max Baron (Marlon Brando)
- 2001 : Comme chiens et chats : le chef du QG des chiens (Charlton Heston)
- 2002 : Blade 2 : Eli Damaskinos (Thomas Kretschmann)
- 2003 : Les Bouchers verts : le pasteur Villumsen (Aksel Erhardtsen)
- 2003 : Intolérable Cruauté : Herb Myerson (Tom Aldredge)
- 2004 : N'oublie jamais : Noah Calhoun âgé (James Garner)
- 2004 : Le Roi Arthur : Merlin (Stephen Dillane)
- 2004 : Piégés : Federico (Federico Luppi)
- 2004 : Hidalgo : le major Davenport (Malcolm McDowell)
- 2004 : Benjamin Gates et le Trésor des Templiers : John Adams Gates (Christopher Plummer)
- 2004 : Crime contre l'humanité : le commissaire Vionnet (Frank Finlay)
- 2004 : Million Dollar Baby : Frankie Dunn (Clint Eastwood)
- 2004 : Irrésistible Alfie : Joe (Dick Latessa)
- 2004 : Vanity Fair : La Foire aux vanités : Lord Bareacres (John Woodvine)
- 2004 : Ralph : le père Fitzpatrick (Gordon Pinsent)
- 2005 : Batman Begins : Fredericks (John Nolan)
- 2005 : 40 ans, toujours puceau : Joe (Lee Weaver)
- 2005 : Le Sang du diamant : Isaac Tellier (Bernie Kopell)
- 2005 : L'Exorcisme d'Emily Rose : le docteur Mueller (Kenneth Welsh)
- 2005 : Rencontres à Elizabethtown : un ancien militaire, ami de Mitch Baylor (?)
- 2006 : Rocky Balboa : lui-même (Larry Merchant)
- 2007 : Big Movie : narrateur
- 2007 : Dead Silence : Henry Walker (Michael Fairman)
- 2007 : Stardust, le mystère de l'étoile : narrateur (Ian McKellen)
- 2008 : Appaloosa : le juge Elias Callison (Bob L. Harris)
- 2008 : L'Incroyable Hulk : Stanley (Paul Soles)
- 2008 : Indiana Jones et le Royaume du crâne de cristal : le général Robert Ross (Alan Dale)
- 2008 : Le Retour de Roscoe Jenkins : Roscoe Steven (James Earl Jones)
- 2008 : Manolete : Guillermo (Santiago Segura)
- 2009 : Agora : Théophile (Manuel Cauchi)
- 2010 : Prince of Persia : Les Sables du Temps : le prêtre d'Alamut (Christopher Greet)
- 2010 : Wolfman : le vieil homme mystérieux dans le train ( ? )
- 2010 : True Grit : Cole Younger (Don Pirl)
- 2010 : Le Silence des ombres : Monty (Charles Techman)
- 2014 : Paddington : le géographe en chef (Geoffrey Palmer)
- 2015 : Spotlight : le cardinal Bernard Law (Len Cariou)

#### Films d'animation
- 1973 : Flipper City : le propriétaire du dancing
- 1995[25] : Si tu tends l'oreille : Nishi
- 1998 : Hercule et Xena : La Bataille du mont Olympe : Zeus
- 2001 : Atlantide, l'empire perdu : Preston B. Whitmore
- 2003 : Les Énigmes de l'Atlantide : Preston B. Whitmore
- 2003 : La Légende du Cid : Ferdinand Ier
- 2004 : Bionicle 2 : Les Légendes de Metru Nui : Turaga Lhikan
- 2004 : Le Fil de la vie : Kharo
- 2005 : Barbie et le Cheval magique : le père d'Aidan
- 2005 : Kuzko 2 : King Kronk : Papi
- 2008 : La Légende de Despereaux : Hovis
- 2009 : Numéro 9 : Numéro 2
- 2012 : Drôles d'oiseaux : Sekhuru

### Télévision

#### Téléfilms
- 1974 : Les Derniers Survivants : Steven Anders (Peter Graves)
- 1975 : La Nuit qui terrifia l'Amérique : Carl Phillips (Granville Van Dusen)
- 1976 : Les 21 heures de Munich : Manfred Schreiber (William Holden)
- 1976 : Déluge sur la ville : Paul Blake (Martin Milner)
- 1978 : Le Voleur de Bagdad : Wazir Jaudur (Terence Stamp)
- 1993 : La Classe américaine : voix diverses
- 1999 : Citizen Welles : George Schaefer (Roy Scheider)
- 2000 : Impasse meurtrière : Jacob Doyle (Charles S. Dutton)
- 2004 : L'Anneau sacré : Eyvind (Max von Sydow)
- 2009 : Un vœu pour être heureux : Big Jim (Ernest Borgnine)
- 2010 : L'arbre à vœux (Farewell Mr Kringle) : Chris Kringle (William Morgan Sheppard)
- 2011 : Page Eight : Benedict Baron (Michael Gambon)
- 2011 : La Maison sur le lac
- 2013 : Muhammad Ali's Greatest Fight : Hugo Black (Fritz Weaver)
- 2013 : Un amour de pâtisserie : (James Best)

#### Séries télévisées
- Ronny Cox dans :
  - Stargate SG-1 (1998-2005) : le sénateur Kinsey
  - New York, unité spéciale (2006) : Dr. McManus (saison 7, épisode 2)
  - Desperate Housewives (2006) : Henry Mason (saison 2, épisode 19)
  - Cold Case : Affaires classées (2008) : Daniel Patterson en 2008 (saison 5, épisode 17)

- Roy Scheider dans :
  - SeaQuest, police des mers (1993-1995) : le capitaine Nathan Bridger
  - New York 911 (2002) : Fyodor Shevshenko (saisons 3 et 4)
  - New York, section criminelle (2007) : Mark Ford Brady (saison 6 épisode 21)

- Charles Keating dans :
  - Hercule (1999) : Zeus (saison 6, épisode 8)
  - Xena, la guerrière (2000) : Zeus (saison 5, épisode 12)

- Dick Van Dyke dans :
  - Diagnostic : Meurtre (1993-2002) : Dr Mark Sloane
  - Scrubs (2003) : Dr Townshend (épisode 2.14)

- Peter Graves dans :
  - Sept à la maison (1997-2007) : John « Colonel » Camden
  - Dr House (2005) : Myron (saison 1 épisode 20)

- Charles S. Dutton dans :
  - Oz (1998-2000) : Alvah Case
  - FBI : Portés disparus (2002-2003) : Chet Collins (épisodes 1.04 et 13)

- Paul Dooley dans :
  - Desperate Housewives (2005) : Addison Prudy
  - Scrubs (2009) : Paul (épisode 9.04)

- Philip Baker Hall dans :
  - The Loop (2006-2007) : Russ
  - Rake (2014) : Mitch Markham (épisode 1.11)

- David Bradley dans :
  - Broadchurch (2013) : Jake Marshall
  - The Strain (2014-2015) : le professeur Abraham Setrakian (1re voix, saisons 1-2)

- Hal Holbrook dans :
  - NCIS : Enquêtes spéciales (2006) : Mickey Stokes (épisode 4.02)
  - Rectify (2013) : Rutherford Gaines

- John Rubinstein dans :
  - Le Protecteur (2002) : Nathan Caldwell
  - New York, police judiciaire (2006) : M. Thurber (épisode 16.13)

- Batman (1966) : Batman (Adam West) (saison 1)
- La Planète des singes (1974) : Miller
- La Petite Maison dans la prairie (1974-1977) : Charles Ingalls (Michael Landon) (pilote puis saisons 2 et 3)
- L'Homme invisible : Walter Carlson (Craig Stevens)
- Moi Claude empereur (1976) : Caligula (John Hurt)
- Inspecteur Derrick (1981) : Alfred Bandera (Anton Diffring) (ép. 80 : Au bord du gouffre)
- Marco Polo (1982) : Niccolò Polo (Denholm Elliott)
- Les oiseaux se cachent pour mourir (1983) : Harry Gough (Richard Venture)
- Manimal (1983) : Arnold Sypes (Doug McClure) / narrateur
- Dynastie 2 : Les Colby (1985-1987) : Zachary « Zach » Powers (Ricardo Montalbán)
- Les Routes du paradis (1985-1989) : Jonathan Smith (Michael Landon) (saisons 2 à 5)
- La Vie de famille (1989-1998) : Carl Otis Winslow (Reginald VelJohnson)
- Twin Peaks (1991) : Thomas Eckhardt (David Warner)
- Agence Acapulco (1993-1994) : M. Smith (John Vernon)
- La caverne de la rose d'or 5 : le retour de Fantagaro (1996) : Le Sans-Nom (Remo Girone)
- Shining (1997) : Dick Hallorann (Melvin Van Peebles)
- Conan (1997-1998) : Hissah Zul (Jeremy Kemp)
- Hercule (1998) : Zeus (Roy Dotrice), Dédale (Derek Payne) (épisode 3.02)
- Stargate SG-1 (1998-2001) : Harlan (Jay Brazeau) (épisodes 1.18 et 4.21)
- Columbo (1999) : Sidney Ritter (Charles Cioffi) (épisode 17.01 : Meurtre en musique)
- Preuve à l'appui (2001-2005) : le lieutenant Max Cavanaugh (Ken Howard)
- Charmed (2003) : le sorcier Cronyn (Richard Lynch) (épisode 5.15)
- Les Arnaqueurs VIP (2004) : Victor Maher (David Calder) (épisode 1.04)
- New York, section criminelle (2004) : Butch (Geoffrey Lewis) (épisode 4.06)
- Queer as Folk (série télévisée, 2000) (2004) : Henry « Arielle »
- Ghost Whisperer (2005) : Tobias Northrop (Bruce Weitz) (épisode 1.05)
- Dr House (2005) : Henry Errington (Howard Hesseman) (épisode 2.14)
- Lost : Les Disparus (2005-2007) : Anthony Cooper (Kevin Tighe)
- Cold Case : Affaires classées (2006) : Tim Hamlin (Richard Roat) (saison 4, épisode 6)
- Les Soprano (2006-2007) : Corrado « Junior » Soprano (Dominic Chianese) (2e voix)[26]
- Stargate Atlantis (2006-2007) : Oberoth (David Ogden Stiers) (épisodes 3.05, 3.20 et 4.02)
- 2008 : Merlin : Anhora (Frank Finlay)[n 1]
- Hercule Poirot (2009) : le colonel Carbury (Paul Freeman) (Rendez-vous avec la mort)
- Legend of the Seeker : L'Épée de vérité (2010) : Carracticus Zorander (Peter Vere-Jones) (épisode 2.17)
- NCIS : Los Angeles (2010) : Branston Cole / Bernstrom Kohl (Raymond J. Barry) (2 épisodes)
- Boardwalk Empire (2011) : le commodore Louis Kaestner (Dabney Coleman) (2e voix)[27]
- New York, unité spéciale (2011) : Grant Harrison (Robert Hogan) (épisode 12.21)
- Les Experts : Manhattan (2011) : William Hunt (Peter Fonda) (épisodes 7.20 et 21)
- The Big Bang Theory (2012) : Spock (Leonard Nimoy) (épisode 5.20)
- Derek (2012) : Jack (Tim Barlow (en))
- Psych : Enquêteur malgré lui (2013) : Clizby (Garrett Morris)
- Fortitude (2015) : Henry Tyson (Michael Gambon)

#### Séries d'animation
- Avatar, le dernier maître de l'air : oncle Iroh
- Skyland : Vecteur
- Le Petit Prince : le Grand Horlogier (La Planète du Temps)

- 1991 : Les jumeaux du bout du monde : Paul-Henri Tournier (le capitaine)
- 2000 : South Park : le narrateur[28] (saison 4, épisode 14 : Pip)
- 2008 : Wakfu : Chêne Mou (saison 1, épisode 2)
- 2011 : Archer : Dr Speltz (saison 2, épisode 8)
- 2012 : Star Wars: The Clone Wars : Ramsis Dendup (saison 5, 3 épisodes)

#### Documentaires
- Vraie Jeanne / Fausse Jeanne de Martin Meissonnier (2007)
- Da Vinci Code : Enquête sur les véritables énigmes d'un best-seller (2005)

### Jeux vidéo
- 2001 : Star Wars: Rogue Squadron II - Rogue Leader : Crix Madine
- 2001 : Star Wars: Galactic Battlegrounds : Jan Dodonna, voix additionnelles
- 2005 : Harry Potter et la Coupe de feu : Albus Dumbledore
- 2005 : Kameo: Elements of Power : Ortho
- 2006 : Gothic 3 : voix additionnelles[n 1]
- 2006 : Kingdom Hearts 2 : le père Noël
- 2007 : Harry Potter et l'Ordre du phénix : Albus Dumbledore
- 2009 : Aion: The Tower of Eternity : voix-off des cinématiques
- 2009 : Là-haut : Carl Fredricksen
- 2009 : Harry Potter et le Prince de sang-mêlé : Albus Dumbledore[n 1]
- 2011 : Crysis 2 : Jacob Hargreave[n 1]
- 2011 : Le Seigneur des anneaux : La Guerre du Nord : Bilbon Sacquet
- 2012 : Guild Wars 2 : le fantôme Weyandt, Carnie Jeb, Erudit Abel et voix diverses
- 2012 : Kinect Héros : Une aventure Disney-Pixar : Carl Fredricksen
- 2014 : Soldats inconnus : Mémoires de la Grande Guerre : le narrateur[n 1]
- 2014 : Lego Le Hobbit : Bilbon Sacquet, âgé
- 2014 : The Elder Scrolls Online : Varen Aquilarios / le prophète[n 1],[n 2]

### Divers
- Puy du Fou : 
  - voix principale de L'Odyssée du Puy du Fou à partir de 2009 et du Mystère de Noël à partir de 2015 ;
  - voix de Merlin aux Chevaliers de la Table Ronde de 2012 à 2024 ;
  - voix d'introduction dans le Bal des oiseaux fantômes à partir de 2013.
- 2014 : Le Hobbit : Les Origines du Cantal de Léo Pons : le narrateur
- 2015 : Le Hobbit : Le Retour du roi du Cantal de Léo Pons : voix de Bilbon Sacquet, âgé (Philippe Coudert)

### Direction artistique
Films
- 1977 : La Fièvre du samedi soir
- 1978 : Faut trouver le joint
- 1979 : Guerre et Passion
- 1980 : Les Blues Brothers
- 1980 : Des gens comme les autres
- 1981 : Les Aventuriers de l'arche perdue
- 1982 : La Féline
- 1982 : 48 Heures
- 1982 : Dark Crystal
- 1983 : Le Dernier Testament
- 1983 : Un flic aux trousses
- 1984 : Le Flic de Beverly Hills
- 1984 : Indiana Jones et le Temple maudit
- 1984 : Footloose
- 1987 : La Veuve noire
- 1987 : Roxanne
- 1991 : Le sous-sol de la peur

Séries télévisées
- 1980 : Galactica 1980